# سای۴ ارابه‌ران
سای۴ ارابه‌ران یک ستاره است که در صورت فلکی ارابه‌ران قرار دارد.